# Szczuroskok meksykański
Szczuroskok meksykański (Heteromys irroratus) – gatunek ssaka podrodziny karłomyszy (Heteromyinae) w obrębie rodziny karłomyszowatych (Heteromyidae).

## Zasięg występowania
Szczuroskok meksykański występuje w południowej Ameryce Północnej zamieszkując w zależności od podgatunku:
- H. irroratus irroratus – południowy Meksyk (środkowa i południowo-środkowa Oaxaca).
- H. irroratus alleni – północno-centralny i północno-wschodni Meksyk (Wyżyna Meksykańska na północ od Kordyliery Wulkanicznej, od południowego Chihuahua do północnego Michoacán, Dystryktu Federalnego i Tlaxcali oraz północnej Sierra Madre Wschodniej w środkowym Nuevo León i południowo-zachodnia Tamaulipas).
- H. irroratus bulleri – zachodnio-środkowy Meksyk (zachodnio-środkowe Jalisco).
- H. irroratus guerrerensis – południowo-zachodni Meksyk (pacyficzne zbocza Sierra Madre Południowej, zachodnie Guerrero).
- H. irroratus jaliscensis – zachodnio-środkowy Meksyk (południowe, środkowe i północne Jalisco, południowe Zacatecas i południowe Nayarit).
- H. irroratus texensis – południowe Stany Zjednoczone i północno-wschodni Meksyk (od południowego Teksasu po północną Puebla i środkowy Veracruz).
- H. irroratus torridus – południowy Meksyk (na południe od Kordyliery Wulkanicznej w południowej Puebla, Morelos, północno-wschodnim Guerrero i północnej Oaxaca).

## Taksonomia
Gatunek po raz pierwszy naukowo opisał w 1868 roku brytyjski zoolog John Edward Gray nadając mu nazwę Heteromys irroratus. Holotyp pochodził z Oaxaci, w Meksyku.
Takson tan (dawniej umieszczany w rodzaju Liomys) tworzy odrębny klad w obrębie rodzaju z H. spectabilis i H. pictus. Sekwencje mtDNA wykazują, że w obrębie H. irroratus istnieją trzy klady i mogą istnieć dwa dodatkowe, ukryte gatunki. Podgatunek guerrerensis był początkowo uważany za odrębny takson na podstawie różnic morfologicznych, jak również ekologicznych (unikalne siedlisko lasu mglistego). Próbki taksonu acatus, który jest synonimem podgatunku alleni, tworzą klad bazalny w stosunku do wszystkich innych próbek H. irroratus. Oba te klady są uważane za potencjalne gatunki.  Autorzy Illustrated Checklist of the Mammals of the World rozpoznają siedem podgatunków.

### Etymologia
- Heteromys: gr. ἑτερος heteros „inny”, różny; μυς mus, μυoς muos „mysz”[20].
- irroratus: łac. irroratus „porośnięty, spryskany”, od irrorare „zraszać”, od in „w stronę, w kierunku”; rorare „zraszać”[21].
- alleni: Joel Asaph Allen (1838–1921), amerykański zoolog[22].
- bulleri: dr. Audley Cecil Buller (1853–1894), amerykański kolekcjoner ssaków i gadów[23].
- guerrerensis: Guerrero, Meksyk[21].
- jaliscensis: Jalisco, Meksyk[21].
- texensis: Teksas, Stany Zjednoczone[21].
- torridus: łac. torridus „przypalony, spalony”, od torrere „palić się”[21].

## Morfologia
Długość ciała (bez ogona) samic 119 cm, samców 125 mm, długość ogona samic 100–163 cm, samców 96–169 cm, długość ucha 12–15 mm, długość tylnej stopy samic 22–35,5 mm, samców 23–37 mm; masa ciała 34–50 g.

## Ekologia

### Tryb życia
Sierść tego gryzonia składa się ze sztywnych, rowkowatych włosów, które otaczają ciało jak tarcza ochronna i zniechęcają wrogów do ataku. Szczuroskok meksykański żywi się głównie sukulentami, zbiera również korzenie i nasiona, które transportuje do nory w torbach policzkowych.

### Rozmnażanie
Rozród nie przypada na określoną porę roku, a w miocie są zwykle nie więcej niż 4 młode.